# Miliński
Miliński – polski herb szlachecki, odmiana herbu Nałęcz.

## Opis herbu
W polu czerwonym nałęczka srebrna. W klejnocie pięć piór pawich między dwoma rogami jelenimi. Labry czerwone, podbite srebrem.

## Najwcześniejsze wzmianki
Pieczęć Dobrogosta Milińskiego z 1570 roku.

## Herbowni
Miliński.